# Армата (универсальная боевая платформа)
Не следует путать с боевыми машинами, созданными на её основе: танком Т-14, БМП Т-15 и БРЭМ Т-16.
Универсальная боевая платформа «Арма́та» — тяжёлая универсальная гусеничная платформа, разработанная корпорацией Уралвагонзавод.
Широкой публике изделия на базе платформы были представлены на параде Победы в 2015 году. Кроме гусеничной платформы, боевые машины семейства «Армата» имеют общие систему управления боем и общие средства связи по ИК-каналам в режиме «радиотишины», общую систему активной защиты «Афганит», общие средства обнаружения и уничтожения мин, а также прочие общие узлы и компоненты. Всего на базе универсальной боевой платформы «Армата» планировалось создать семейство из 28 машин.

## Разработка
Разработка платформы «Армата» началась в 2009 году корпорацией Уралвагонзавод. Проект использует наработки по объекту 195, объекту 640, и объекту 299, которые, в свою очередь, имеют истоки в программе «Совершенствование-88». Название «Армата» (от лат. arma — оружие) происходит от названия первых русских пушек XIV века.
В сентябре 2013 года модели прототипов боевой техники, основанные на этой платформе, были представлены на международной выставке вооружений Russia Arms Expo в Нижнем Тагиле. К 2013 году были изготовлены первые два опытных образца САУ «Коалиция-СВ», в 2014 году была сдана их серия из 10 единиц, а в конце 2014 года велись испытания этой машины. Несколько вариантов боевой техники на платформе «Армата» были представлены на Параде Победы 9 мая 2015 года в честь победы в Великой Отечественной войне. Серийное производство компонентов керамической брони для Арматы началось в середине 2015 года.

## Концепция и перспективы применения
История создания Т-14 связана с продолжением наработок СССР по танкам с необитаемой башней, а также конкуренцией РФ и США за создание танка в рамках концепции «сетецентрической войны», где конкурентом проекта «Армата» являлась программа «Future Combat Systems». Авторитетное американское издание National Interest, оценивая конкуренцию проектов «Армата» и «Future Combat Systems», отметило, что американский ВПК потерпел серьёзное поражение для национального престижа США, не сумев закончить разработку проекта для замены танка Абрамс.
Соперничество советских и американских танкостроителей по созданию танка нового поколения началось в 1980-х годах с экспериментов конструкторов по созданию танков с необитаемыми башнями в так называемой «лафетной компоновке», где можно было обеспечить экипаж большой безопасностью. В этом плане Т-14 является продолжением проектов танков Объект 195 и Объект 640, которые в свою очередь берут истоки в программе «Совершенствование-88». Объект 299 был также весьма похож на БМП Т-15. Практическая необходимость бронекапсулы экипажа прямо связана с повышением эффективности использования танка за счёт ощущения танкистами себя «бессмертными» Вторым аспектом стала высокая стоимость подготовки профессионалов, которые стали сопоставимы по военной ценности с самими танками.

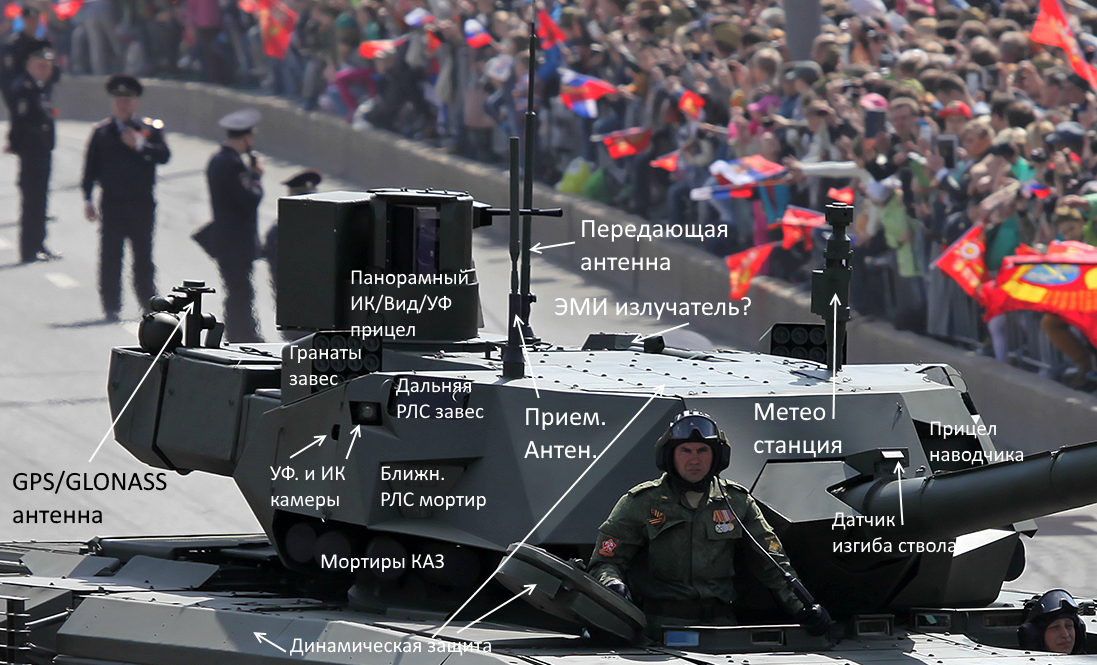
Устройство башни танка Т-14

Другой аспект разработки проекта «Армата» — это возросшее значение борьбы с пехотой, вооружённой всё более совершенными ПТРК, такими как Javelin, и возросшей ролью авиации. Маршал бронетанковых войск профессор Лосик Олег Александрович разработал концепцию, согласно которой понятие «одиночного классического танка» изжило себя, и требуется введение понятий «стрелкового танка», «танка ПВО» и «артиллерийского танка», работающих тактической группой. «Танк ПВО» должен оказывать существенное противодействие сценарию в условиях господства авиации противника, а специальные «противопехотные танки» были бы специализированы на её уничтожении. Всё это должно было выпускаться на одной танковой платформе, известной сейчас как «Армата» (американский вариант — «Future Combat Systems»).
У гусеничной платформы «Армата» в комплексе активной защиты «Афганит», как и у «Future Combat Systems» в виде его аналога «Quick Kill» (англ. Quick Kill), была учтена критика военными существующих комплексов активной защиты, когда разрушающие элементы КАЗ не только уничтожали ракеты, но и наносили ранения собственной пехоте, повреждали окружающие танки, легкобронированные БТР/БМП и даже выводили из строя сами танки из-за повреждения осколками КАЗ его приборов. Фактически предыдущее поколение КАЗ представляло большую опасность для собственных войск, чем для противника, поэтому практически все военные ведомства всех стран в мире отказались закупать КАЗ прошлого поколения. В «Афганите» и незавершённом его аналоге «Quick Kill» акцент сделан не на разрушении, а на ослеплении ракет мультиспектральными аэрозолями, а разрушающим элементам КАЗ отведена роль больше по уничтожению снарядов на подлёте.
Журнал National Interest и справочник «Military Balance» отмечают, что предложенная конструкторами «Арматы» концепция борьбы с ПТУР может резко снизить значение этого вида оружия и снова повысится роль артиллерийских дуэлей с танками.
По мнению эксперта National Interest, это способность ОПК России произвести достаточное количество Т-14 в условиях экономического кризиса. Экспертов National Interest поддерживает известный экономист Рик Смит, который отмечает, что Пентагон потерпел неудачу с программой Future Combat Systems, пытаясь создать танковую платформу, подобную Армате, и потратив $16,1 миллиардов долларов на исследования. Военные США поняли, что им требуется ещё 300 миллиардов долларов, и не могут себе это позволить. Однако экономически программа Арматы выглядит, по мнению Смита, не так дорогостояще.
Своевременная постановка аэрозольных завес потребовала создать новое поколение радаров КАЗ, действующих на большой дистанции, что позволило им также выполнять разведывательные функции по обнаружению позиций вражеских расчётов ПТРК и танков, что предопределило прогресс радаров современных КАЗ на «Армата» Т-14 и израильском танке Меркава только из защитного средства в средство ведения атакующих действий.
На основе унифицированной платформы «Армата» планируется создать и созданы основной танк, тяжёлая боевая машина пехоты, боевая машина поддержки танков, бронированная ремонтно-эвакуационная машина, шасси для самоходных артиллерийских установок и другие. Платформа «Армата» создана как конструктор, с помощью которого можно создавать машины боевого управления, артиллерийского и ракетного вооружения, войсковой ПВО и тылового обеспечения. В «Армате» можно менять расположение двигателя с переднего на заднее, добавлять и убирать необходимое вооружение и оборудование. Всего существует около 30 вариантов трансформации.
Боевые машины семейства «Армата» предназначены для работы совместно в одном тактическом звене. Единство управления и передача целеуказания между всеми машинами семейства «Армата» обеспечивается единой системой управления боем ЕСУ ТЗ (единая система управления тактического звена) концерна «Созвездие», которая является обязательной для комплектации каждой «Арматы» и комплектуется аппаратурой связи и программным обеспечением 5-го поколения с УПТК, что позволяет всем машинам «Армата» получать информацию об оперативной обстановке в режиме реального времени и автоматически рассчитывать баллистические данные для систем управления огнём в сценарии поражения целей не одной «Арматой», а атаки цели всей группой разом. При этом распределение боевых машин по ролям следующее:
- Танк Т-14, благодаря АФАР радару, выполняет роль системы целеуказания для поражения посредством САУ «Коалиция-СВ» крупных наземных целей и для поражения посредством БМП Т-15 наземных и воздушных целей[37]. Скорострельность орудия 10 выстрелов в минуту[38].
- БМП Т-15 выполняет функцию ракетных атак посредством ПТУР по танкам и БМП противника, а также способна эффективно обстреливать воздушные цели из зенитной пушки и ПТУР 9М133ФМ-3[39]
- САУ «Коалиция-СВ» выполняет роль огневой поддержки Т-14 и Т-15 и способна от них получать целеуказание и совместные манёвры через систему управления тактическим звеном «ЕСУ ТЗ»[40]. При этом производитель САУ «Коалиция-СВ» отметил, что САУ имеет характеристики, очевидно превосходящие характеристики таких САУ тактического уровня как «Мста-С», PzH 2000 или M109A6 «Паладин»[40][41], так как имеет необычную дальность 70 км[40] и скорострельность 16 выстрелов в минуту в режиме «шквала огня»[42], поэтому, по мнению «Уралвагонзавода», САУ «Коалиция-СВ» может решать задачи не только тактического, но и оперативного уровня, то есть действий для победы на уровне всей войсковой операции.

В марте 2024 года генеральный директор госкорпорации «Ростех» Сергей Чемезов заявил, что «Армата» вряд ли будет использоваться в войне против Украины из-за своей дороговизны.

## Конструкция

### Двигатель и активная подвеска
Платформа оснащена 12-цилиндровым четырёхтактным Х-образным дизельным двигателем с турбонаддувом 12Н360 (А-85-3А). Многотопливный двигатель 12Н360 с непосредственным впрыском производится Челябинским тракторным заводом. Коробка передач автоматическая с возможностью ручного переключения. Всего 16 передач: 8 для движения вперёд и 8 назад. Время замены двигателя после повреждения — 30 минут. Двигатель имеет переключаемую максимальную мощность от 1200 л. с. до 1500 л. с. На серийных машинах будет установлена версия двигателя с максимальной мощностью 1800 л. с. На мощности 1200 л. с. гарантируется ресурс в 10000 моточасов, то есть фактически на всё время эксплуатации танка. Скорость танка — 90 км/ч. Танк может совершить марш на 500 км без дозаправки. Повышение дальности марша, по сравнению со старыми двухтактными советскими двигателями, достигнуто за счёт большей экономичности четырёхтактного двигателя; также четырёхтактный двигатель имеет в 1,5 раза больший моторесурс, легче заводится при низких температурах и требует меньше воздуха для обдува, что снижает заметность машины в ИК-диапазоне и не требует массивных воздушных фильтров.
В «Армате» применена активная подвеска, в то время как Абрамс и Леопард 2 до сих пор используют неуправляемые гидропневматическую и торсионные подвески разработки 1970-х годов. Активная подвеска автоматически по датчикам определяет неровности местности и отдаёт команды системе подрессоривания для вертикального смещения катков в соответствии с профилем грунта. Это, по мнению экспертов Минобороны США, увеличивает скорость движения танка по пересечённой местности и точность стрельбы на ходу. С этим соглашаются эксперты ВНИИтрансмаш, отмечая также, что активная система подрессоривания танка, за счёт снижения его раскачивания на ходу, снижает погрешность наведения пушки в момент выстрела в 1,5-2,0 раза относительно танков на старой подвеске. Также танк без активной подвески, как правило, из-за тряски не может вести прицельный огонь на скорости более 25 км/ч. Безусловно, более быстро передвигающиеся машины «Арматы» с более высокой точностью огня получает за счёт активной подвески серьёзные преимущества в бою.
«Армата» оснащается танковой информационно-управляющей системой (ТИУС), которая автоматически управляет всеми узлами и агрегатами. В случае поломки решать, что надо ремонтировать, будет не экипаж или ремонтная бригада, а электроника. Танк оборудован системой голосового оповещения экипажа о неисправностях.

### Бронирование
Особенность бронирования «Арматы» — расположение экипажа с компьютерами управления в изолированной бронекапсуле, отделённой от остальной части танка бронированной переборкой. Отсек моторно-трансмиссионного отделения (МТО) также отделён бронированной переборкой от боекомплекта и дополнительных топливных баков. По мнению конструкторов «Арматы», всё это не только защищает экипаж даже в случае детонации боекомплекта, но и делает танк необычайно живучим и боеспособным даже в случае множественных сквозных повреждений брони, так как большинство современных противотанковых средств разработано для поражения именно экипажа и чувствительной электроники осколками или каплями разрушаемой брони и фугасным действием. Бронекапсула экипажа, кроме защиты бронированием, имеет защиту от оружия массового поражения с очисткой воздуха, систему пожаротушения и защиту от перегрева за счёт кондиционера. Экипаж может выполнять все боевые функции, не покидая капсулу длительное время.
Для комбинированной многослойной брони специалистами НИИ стали разработаны новая бронесталь 44С-св-Ш электрошлакового переплава с керамическими вставками, которая, по заявлению разработчика, при той же массе даёт на 15 % лучшую бронестойкость. Броня с керамическими вставками поглощает энергию снаряда за счёт разрушения керамического элемента и на перемещение остальных керамических элементов в плоскости брони, что приводит к преобразованию осевого ударного импульса в импульс в плоскости брони. НИИ стали заявил, что керамическая броня «Арматы» (видимо, речь идёт о лобовой) устойчива ко всем противотанковым боеприпасам калибра 120 мм и кумулятивным до 150 мм. В лобовую броню «Армату» даже без динамической защиты не смогут пробить лучшие ПТУР НАТО, такие как TOW и Javelin (по фронтальной траектории), так как их бронепробиваемость не превышает 650—700 мм. Эксперты ожидают лобовое бронирование «Арматы» как эквивалент 1000—1100 мм от подкалиберных снарядов и 1200—1400 мм — от кумулятивных.
Многие западные эксперты считают, что бронирование «Арматы» превосходит требования самого старшего 5-го класса бронирования по классификации НАТО — STANAG 4569. При этом офицеры генеральных штабов Великобритании и ФРГ считают, что не имеют боеприпасов, способных пробить броню «Арматы». Аналитик Charles Bartles из Аналитического агентства Министерства обороны США также считает, что композитная броня «Арматы» способна противостоять самым современным противотанковым боеприпасам в мире.

### Комплекс активной защиты

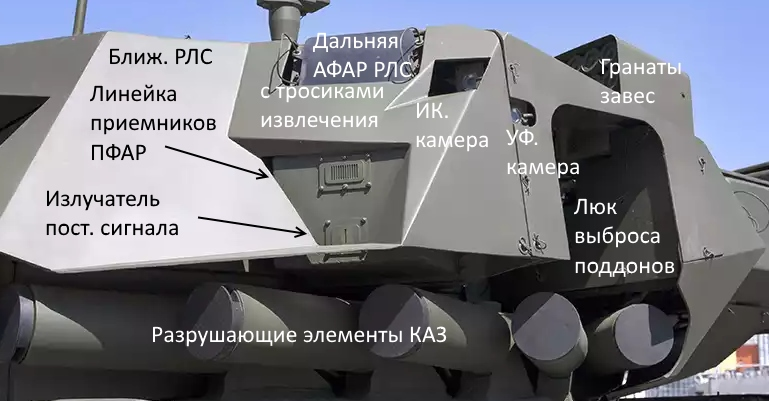
Комплекс активной защиты «Афганит» позволяет Арматам обнаруживать угрозы и разведывать цели

Машины семейства «Армата» обрудованы комплексом активной защиты Афганит, который также выполняет роль разведывательной РЛС.
Возможности комплекса включают:
- Перехват снарядов разрушением.
- Перехват ракет разрушением или ослеплением мультиспектральными завесами и электромагнитным оружием.
- Комплекс имеет радио-оптическую РЛС с наложением на данные АФАР радара данных от инфракрасных и ультрафиолетовых камер, что позволяет комплексу выполнять также и функцию разведки целей.

### Динамическая защита
Машины семейства «Армата» имеют динамическую защиту «Малахит» со следующими основными характеристиками:
- Способность разрушать снаряды БОПС
- Способность отражать особо мощные боевые части ПТУР
- Почти полная защита от РПГ

### Защита топливного отделения
В Т-14 изменена конструкция дополнительных топливных баков: они впервые для советских и российских танков стали несъёмными и утопленными за броню и имеют противокумулятивный экран, а также отделены бронированной перегородкой от моторно-трансмиссионного отделения с двигателями. По заявлению НИИ Стали, баки внутри наполнены открытоячеистым наполнителем, который препятствует образованию взрывообразной паровоздушной смеси при повреждении топливных баков, также топливные баки изнутри покрыты самозатягивающимся покрытием. При этом баки участвуют в дополнительной защите двигателя, принимая деформации на себя при воздействии атакующего боеприпаса. Вероятность разрушения кумулятивных гранат класса РПГ-7 и СПГ-9 противокумулятивным экраном топливных баков составляет около 50-60 %.
Основной топливный бак находится в стенках между бронёй бортов, моторно-трансмиссионным отделением и бронекапсулы экипажа вокруг карусели для подачи боеприпасов в отделении боекомплекта и в случае детонации боекомплекта смятие бака снижает нагрузку на бронированные переборки бронекапсулы экипажа и МТО. Такая конструкция напоминает расположение топливного бака в Меркава, который расположен между МТО и отделением экипажа и также предназначен для развязки напряжений металла от деформаций во время сильных повреждений танка. Т-14 рассчитан на устойчивость бронированных переборок МТО и бронекапсулы экипажа во время детонации боекомплекта.

### Противоминная защита
На «Армате» установлено противоминное V-образное бронированное днище и дистанционные миноискатели, подключённые к системе уничтожения мин.

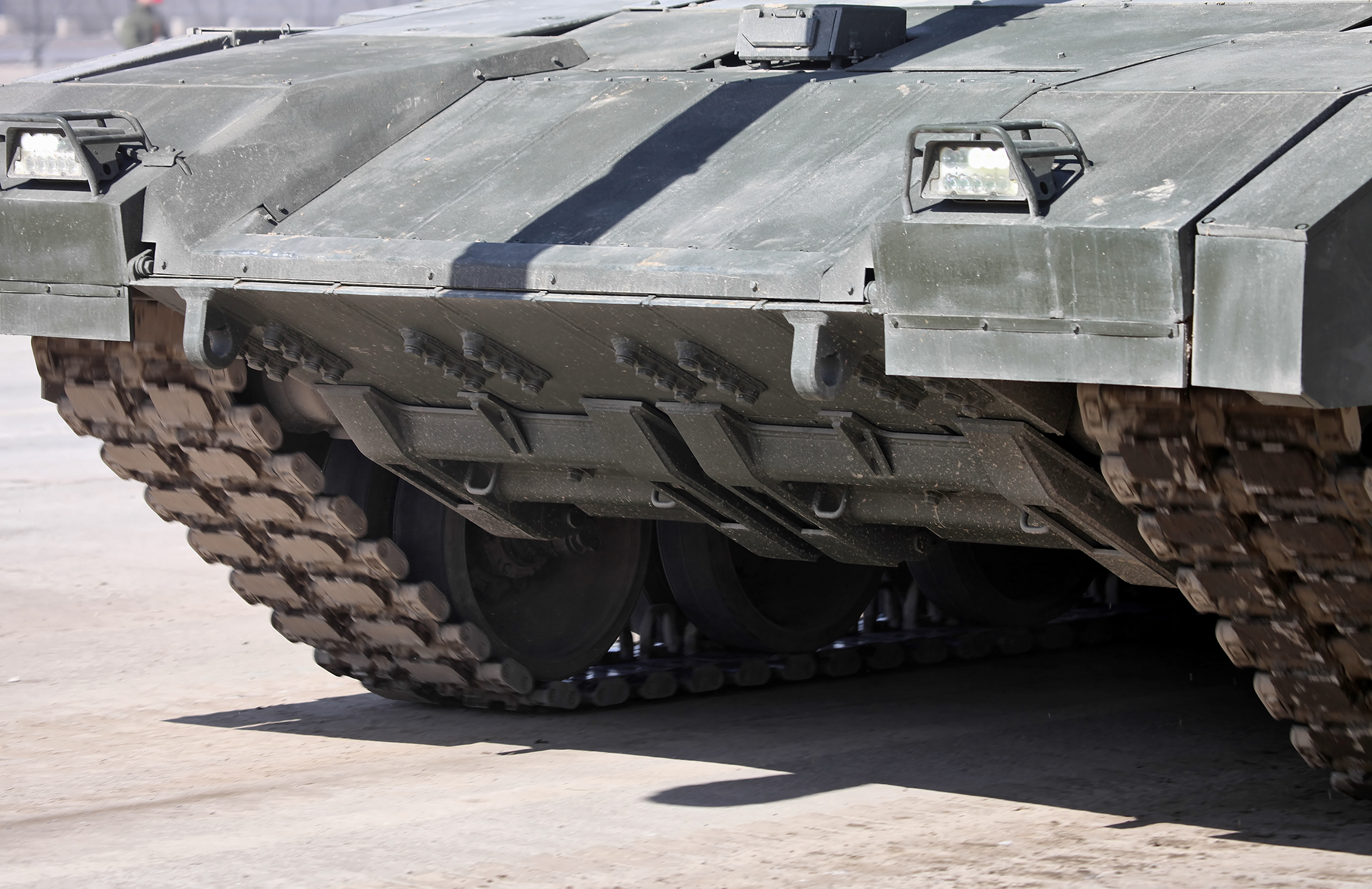
У гусениц видны миноискатели Т-14

НИИ Стали указывают, что в «Армате» используются технологии дистанционного подрыва мин с магнитными взрывателями за счёт искажения магнитного поля танка, что заставляет мины взрываться вне проекции танка. Комментируя противоминное бронирование, НИИ Стали, кроме V-образного бронирования днища, отмечает использование энергопоглощающих материалов и специальных противоминных кресел. В качестве энергопоглощающих материалов НИИ Стали использует пеноалюминий с закрытыми порами. В конструкции кресел используются многоразовые и одноразовые энергопоглощающие элементы. Сочетание таких элементов позволяет значительно снизить ударную нагрузку на позвоночник человека как при подрыве взрывных устройств, так и при движении танка по пересечённой местности.

### Стелс-технологии
По заявлению конструкторов, на «Армате» используются стелс-технологии со специальным покрытием и характерными плоскими гранями корпуса, что кардинально снижает заметность машины в тепловом и радиолокационном спектрах наблюдения. Представители Уралвагонзавода заявили также, что танк покрывается GALS-составом, который имеет необычные отражающие свойства в целом ряде диапазонов волн, что затрудняет идентификацию «Арматы» именно как танка или БМП.
В инфракрасном диапазоне
Разработчики также заявили, что в «Армате» применены комплексные средства для снижения заметности танка в инфракрасном диапазоне: танк имеет встроенную теплоизоляцию на внутренней поверхности корпуса, систему смешивания выхлопных газов с холодным воздухом, а также специальную окраску, снижающую нагрев танка на солнце. Указанные меры сокращают дальность обнаружения танка ИК-приборами и ИК ГСН в 2,7 раза.

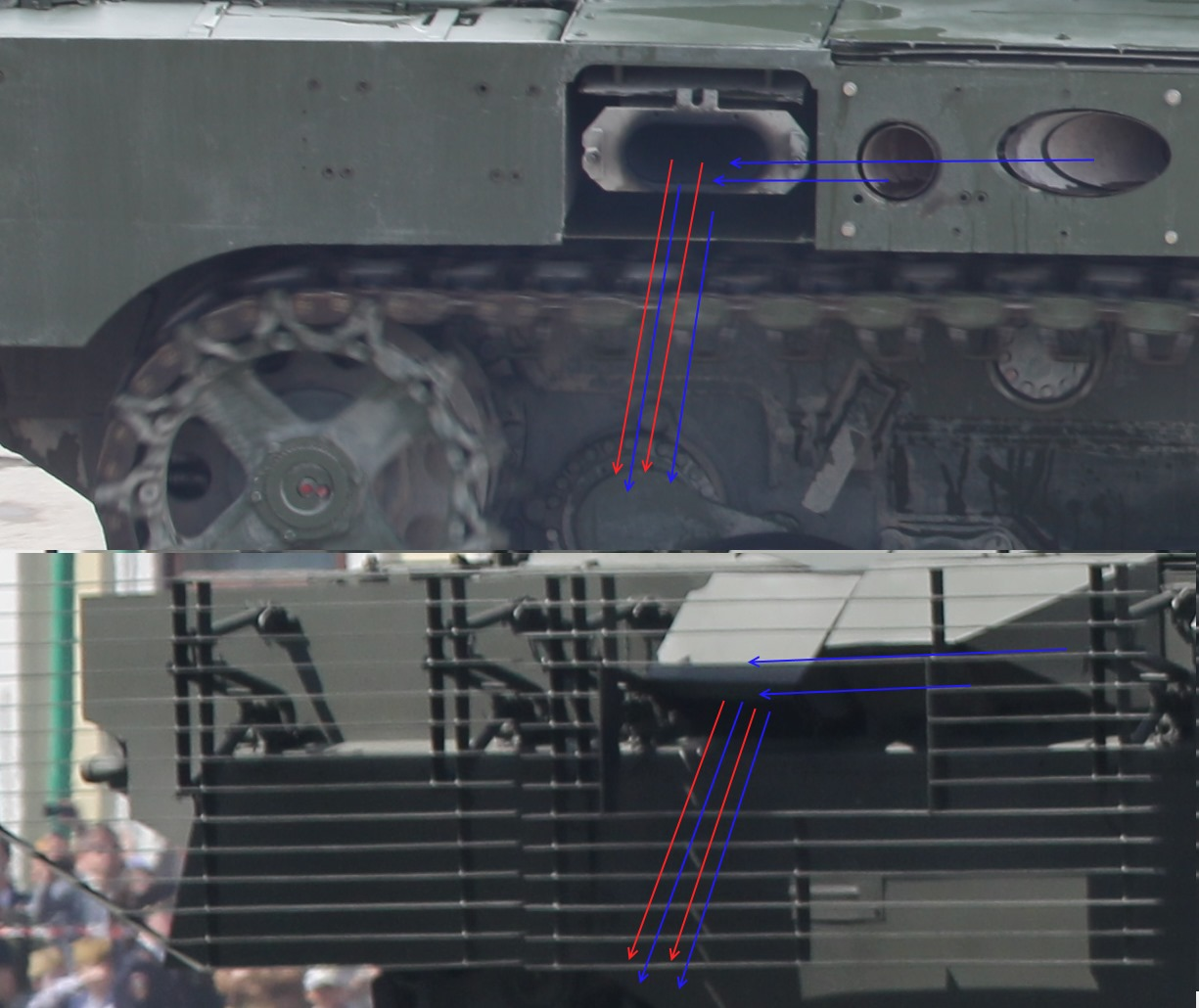
Армата имеет низкую заметность в ИК-диапазоне за счёт теплоизоляции корпуса и системы снижения температуры выхлопных газов путём интенсивного смешивания их с холодным воздухом

Представители «Уралвагонзавода» в интервью «Эхо Москвы» также впервые анонсировали новый вид стелс-технологии в «Арматы» как «искажение сигнатуры» (визуального образа) в инфракрасном и радиодиапазоне.
На фотографии Т-15 видна система снижения заметности в ИК-диапазоне за счёт рассеивателей выхлопа, видимых как «крыльчатка» на передней части БМП.
В радиодиапазоне
В радиодиапазоне «Армата» может быть малозаметной только с выключенным обзорным радаром, который включается с началом боя. Для того, чтобы отключённый радар при выдвижении на позицию не приводил к отключению комплекса активной защиты, предусмотрено срабатывание КАЗ в пассивном режиме по данным инфракрасных камер. Также могут быть включены только ближние малоизлучающие радары для запуска разрушающих элементов.
Технология малозаметности «Арматы» базируется также на «искажение сигнатуры» в радиодиапазоне, которое экспертами признаётся эффективным против авиационных радаров и ориентировано на то, чтобы отражающая способность «Арматы» в радиодиапазоне была бы примерно равна отражающей способности окружающего его грунта и по характеру отражения производила впечатление грунта; на этой технологии базируется заявление разработчиков о «невидимости» «Арматы».
Виктор Мураховский оценивает эффективность стелс-технологии «Арматы» против радаров как снижение заметности в 4 раза, что существенно сокращает радиус действия радаров ударных вертолётов и БПЛА.
Кроме этого, применяются технологии[какие?] против самолётов ДРЛО с радарами на эффекте Доплера для обнаружения гусеничной техники.

## Интегрированные беспилотные аппараты
Как заявил Виталий Полянский — старший научный сотрудник кафедры «Авиационные роботехнические системы» МАИ, организацией был разработан малогабаритный БПЛА «Птеродактиль» для платформы «Армата».
Этот БПЛА соединён кабелем с бронемашиной, по которому получает электропитание и передаёт данные с инфракрасного прицела и встроенной РЛС. Наличие кабеля, соединяющего БПЛА с машиной, ограничивает высоту и радиус полёта БПЛА до 50-100 метров, но позволяет БПЛА неограниченно долго находиться в полёте и быть более защищённым от РЭБ по обмену данными с Арматой. За счёт поднятия на высоту 50-100 метров БПЛА расширяет расстояние до горизонта до 26-37 км.
Благодаря кабелю из БПЛА исключены громоздкие аккумуляторы и БПЛА выполнен малоразмерным. Сам БПЛА выполнен в технологиях малозаметности, используются радиопрозрачные композитные материалы.
Сам БПЛА выполнен по конструкции как конвертоплан, в случае если танк быстро двигается, то БПЛА, как планер, на привязи сможет следовать за танком на его скорости. По словам разработчиков БПЛА напоминает по концепции израильский проводной квадрокоптер HoverMast имеющий также технологии малозаметности, неограниченное время полёта, защиту связи от РЭБ и возможность несения ИК-камеры и радара. Однако HoverMast не интегрирован в какую-либо боевую машину, кроме разведывательного джипа, и не может следовать за машиной на её скорости и работает на остановках.
Ранее также сообщалось, что для БМП Армата Т-15 будет использоваться БПЛА, но источники заявляли, что выбор осуществляется из текущих катапультных БПЛА состоящих на вооружении ВС РФ.

## Боевые машины на базе платформы

### Основной танк
Танк Т-14 (Индекс ГБТУ — Объект 148) — средний и основной танк с новой 125-мм пушкой (с возможностью установки 152-мм орудия в будущем), размещённой в дистанционно управляемой необитаемой башне.
Танк на платформе «Армата» предназначен в качестве новой основной боевой единицы в российских сухопутных войсках, с принципиально новыми тактико-техническими характеристиками, с новым автоматом заряжания снарядов, с разделением экипажа, с «выносом боезапаса», что позволит сохранить жизнь экипажу даже при условии детонации снарядов.
Бронированная часть необитаемой башни танка Т-14 намного меньше визуально видимой, так как приборы, установленные на броне, покрыты сверху противопульной и противоосколочной бронёй, а также защитному кожуху придана особая форма для снижения радиозаметности. Башня со всех сторон покрыта динамической защитой; корпус — сверху, спереди и по бортам, отдельно действует активная динамическая защита.
Масса 48-49 тонн. Стоимость 250 млн рублей.

### Боевая машина пехоты
БМП Т-15 (Индекс ГБТУ — объект 149) — тяжёлая боевая машина пехоты — будет оснащена дистанционно-управляемым универсальным боевым модулем «Бумеранг-БМ», вооружённым 30-мм автоматической пушкой 2А42 с селективным боепитанием (боезапас 500 снарядов), 7,62-мм пулемётом ПКТМ (боезапас — 2000 патронов), двумя сдвоенными пусковыми установками ПТРК «Корнет». Боевой модуль может управляться наводчиком и командиром машины. Автоматический гранатомёт и 100-мм пусковая установка 2А70 не предусмотрены, так как одно из ключевых сценариев использования Т-15 — это работа в роли системы ПВО ближнего боя, поэтому вооружение, неприменимое для обстрела воздушных целей, было исключено, а ПТУР был дополнен ракетой 9М133ФМ-3, способной поражать БПЛА и вертолёты. От «зенитного сценария огня» с автоматическим сопровождением целей боевой модуль получил эксклюзивные возможности по автоматическому отслеживанию и наземных целей и самостоятельному обстрелу объекта до его уничтожения после целеуказания оператором модуля. Движение модуля осуществляют управляемые компьютером электродвигатели. Боекомплект и вооружение изолированы от десанта и экипажа.
По используемому оборудованию, такому, как боевой модуль «Бумеранг-БМ» и система активной защиты «Афганит», БМП Т-15 аналогична БМП Б-11 и обе машины могут использовать одинаковое оборудование Однако БМП Т-15 имеет полноценное танковое бронирование, как и Т-14, а также Афганит укомплектован в старшей конфигурации мультиспектральными завесами против ПТУРов 3-го поколения, таких, как Джавелин, как и Т-14. Таким образом, основное назначение Т-15 — это участвовать в бою в одном строю с тяжёлыми современными танками как Т-14, не столько против БМП противника, сколько против его танковых соединений. Преимуществом Б-11 над Т-15 является возможность плавать за счёт более лёгкого бронирования, а также расширения пространства боковых модулей динамической защиты, чтобы они играли роль поплавков.

### Самоходная артиллерийская установка

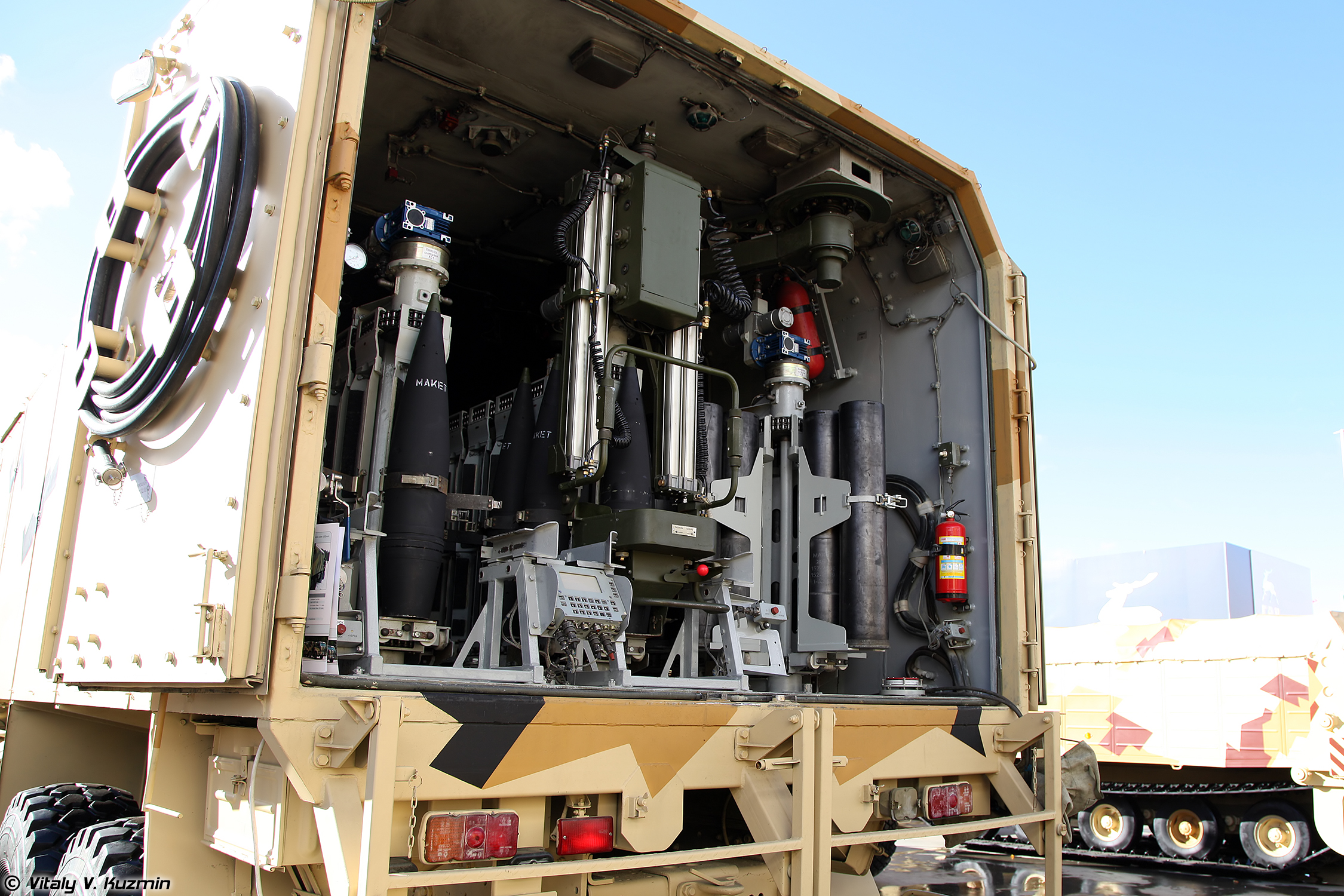
ТЗМ 2Ф66-1

САУ 2С35 «Коалиция-СВ» — самоходная артиллерийская установка разработки нижегородского ЦНИИ «Буревестник», использующая шасси Т-90 для передвижения (в дальнейшем планируется использование платформы «Армата»). 2С35 является артиллерийским орудием армейского звена. Вместе с шасси масса составляет менее 55 тонн. Так же, как и Армата, она имеет универсальный модульный характер и может устанавливаться на колёсные шасси и на корабли. Дальность стрельбы — не менее 60 километров. До 70 снарядов в башне с автоматическим заряжанием. Длина ствола 52 калибра (7904 мм). В составе комплекса (САУ/ТЗМ) возможна реализация полностью автоматизированной системы загрузки боеприпасов на борт, заряжания и ведения огня, обеспечивающая высокую скорострельность. На стволе в передней части трубы выполнен дульный тормоз сотового типа с боковыми окнами, направленными в противоположные стороны в горизонтальной плоскости. На опытных моделях были сдвоенные орудия, от применения которых было решено отказаться. Для 2С35 создан пневматический механизм заряжания и микроволновая система воспламенения метательного заряда.

### Ремонтно-эвакуационная машина
БРЭМ Т-16 (Индекс ГБТУ — объект 152) — тяжёлая бронированная ремонтно-эвакуационная машина; . Как и БРЭМ-1М, Т-16 оснащена комплексом спецоборудования, и отличается, главным образом, более мощными грузоподъёмным краном и тяговой лебёдкой.

### Боевая машина поддержки танков
Боевая машина поддержки танков (БМПТ) «Терминатор-3», предназначена для действия в составе танковых формирований с целью поражения танкоопасных средств противника: для эффективного подавления живой силы противника, оснащённой гранатомётами, противотанковыми комплексами, стрелковым оружием; есть также возможность поражать на ходу и с места танки, БМП, дот, дзот и другие высокозащищённые цели.
Перспективная БМПТ «Илья Муромец».

### Другие БМ на платформе
- БМО-2 — боевая машина огнемётчиков;[1]
- БМ-2 — тяжёлая огнемётная система;[1]
- ТЗМ-2 — транспортно-заряжающая машина тяжёлой огнемётной системы;[1]
- УСМ-А1 — система минирования;[1]
- МИМ-А — многоцелевая инженерная машина;[1]
- УМЗ-А — минный заградитель (проект);[1]
- МТ-А — мостоукладчик (проект);[1]
- ПТС-А — плавающий транспортёр (проект)[1].